# العلاقات الكويتية السلوفينية
العلاقات الكويتية السلوفينية هي العلاقات الثنائية التي تجمع بين الكويت وسلوفينيا.

## مقارنة بين البلدين
هذه مقارنة عامة ومرجعية للدولتين:
| وجه المقارنة                                              | الكويت        | سلوفينيا                                                      |
| --------------------------------------------------------- | ------------- | ------------------------------------------------------------- |
| المساحة (كم2)                                             | 17.82 ألف     | 20.27 ألف                                                     |
| عدد السكان (نسمة)                                         | 4.14 مليون    | 2.07 مليون                                                    |
| الكثافة السكانية (ن./كم²)                                 | 232.32        | 102.12                                                        |
| العاصمة                                                   | مدينة الكويت  | ليوبليانا                                                     |
| اللغة الرسمية                                             | اللغة العربية | اللغة السلوفينية، اللغة الإيطالية، لغة مجرية                  |
| العملة                                                    | دينار كويتي   | يورو، تولار سلوفيني                                           |
| الناتج المحلي الإجمالي (بليون دولار)                      | 120.13 مليار  | 48.77 مليار                                                   |
| الناتج المحلي الإجمالي (تعادل القوة الشرائية) بليون دولار | 290.53 مليار  | 66.01 مليار                                                   |
| الناتج المحلي الإجمالي الاسمي للفرد دولار أمريكي          | 29.30 ألف     | 20.73 ألف                                                     |
| الناتج المحلي الإجمالي للفرد دولار أمريكي                 | 73.25 ألف     | 30.40 ألف                                                     |
| مؤشر التنمية البشرية                                      | 0.816         | 0.880                                                         |
| رمز المكالمات الدولي                                      | +965          | +386                                                          |
| رمز الإنترنت                                              | .kw           | .si                                                           |
| المنطقة الزمنية                                           | ت ع م+03:00   | توقيت وسط أوروبا، ت ع م+01:00، ت ع م+02:00، أوروبا/ليوبليانا ‏ |

## منظمات دولية مشتركة
يشترك البلدان في عضوية مجموعة من المنظمات الدولية، منها:
| علم المنظمة | اسم المنظمة                               | تاريخ انضمام الكويت | تاريخ انضمام سلوفينيا |
| ----------- | ----------------------------------------- | ------------------- | --------------------- |
|             | المنظمة الهيدروغرافية الدولية             | ?                   | ?                     |
|             | الاتحاد البريدي العالمي                   | ?                   | ?                     |
|             | يونسكو                                    | 18 نوفمبر 1960      | 27 مايو 1992          |
|             | البنك الدولي للإنشاء والتعمير             | 13 سبتمبر 1962      | 25 فبراير 1993        |
|             | منظمة التجارة العالمية                    | ?                   | ?                     |
|             | وكالة ضمان الاستثمار متعدد الأطراف        | 12 أبريل 1988       | 19 مارس 1993          |
|             | الاتحاد الدولي للاتصالات                  | 14 أغسطس 1959       | 16 يونيو 1992         |
|             | منظمة الشرطة الجنائية الدولية             | ?                   | ?                     |
|             | مؤسسة التمويل الدولية                     | 13 سبتمبر 1962      | 25 فبراير 1993        |
|             | الأمم المتحدة                             | 14 مايو 1963        | 22 مايو 1992          |
|             | مؤسسة التنمية الدولية                     | 13 سبتمبر 1962      | 25 فبراير 1993        |
|             | منظمة حظر الأسلحة الكيميائية              | ?                   | ?                     |
|             | المركز الدولي لتسوية المنازعات الاستشارية | 4 مارس 1979         | 6 أبريل 1994          |

## وصلات خارجية
- موقع وزارة الخارجية الكويتية
- موقع وزارة الخارجية السلوفينية